# Lars Grini
Lars Grini (n. 29 iunie 1944, Comuna Gran, Oppland, Norvegia) este un săritor cu schiurile ce a reprezentat Norvegia, medaliat olimpic. A participat la o ediție a Jocurilor Olimpice (1968) în care a câștigat o medalie de bronz.

## Participări
Lista de mai jos prezintă principalele competiții la care a participat Lars Grini de-a lungul carierei.
- ski jumping at the 1968 Winter Olympics – large hill individual[*]